# Admitad
Admitad is een Duits bedrijf dat een platform biedt voor adverteerders en publishers om commerciële diensten, affiliate marketing en online reclame aan te bieden of om bijvoorbeeld affiliate campagnes uit te voeren. Het bedrijf biedt hiertoe een groot aantal verschillende programma’s aan waarbij gebruikers de selectiecriteria zelf kunnen instellen en bijvoorbeeld kunnen zoeken op merk, geografische locatie, niche, titel, verkeersbron of beschikbare tools. 
Het bedrijf telde anno 2019 circa 500 werknemers, het hoofdkantoor zetelt in de stad Heilbronn in Duitsland. Het bedrijf heeft daarnaast vestigingen in Moskou, Kiev, Gurgaon, Minsk, Luzern, Dubai, São Paulo.

## Geschiedenis
Admitad werd in 2009 in München opgericht door Alexander Bachmann nadat hij een gat in de Russische markt ontdekte met betrekking tot de zogenaamde Cost per Acquisition (CPA) affiliate marketing. Hij wilde een internetplatform creëren dat adverteerders, uitgevers en ondernemers samen zou kunnen brengen. Kort na de oprichting in München opende hij de eerste ontwikkelingsvestiging in de stad Minsk.
In 2016 richtte het bedrijf een investeringsfonds op, genaamd Admitad Invest, dat gespecialiseerd was in het investeren in start-ups.
Drie jaar later volgde de overname van het Duitse bedrijf AdGoal, dat tools ontwikkeld had om inkomsten te genereren via websiteverkeer (Traffic monetisatie).
In 2021 heeft het bedrijf het Nederlandse Tapfiliate overgenomen, een SaaS-platform voor adverteerders die zelf hun partnerprogramma's kunnen beheren op basis van abonnementen.